# Ludvig Holbergs Skrifter
Projektet Ludvig Holbergs Skrifter (LHS) er et projekt, der udgiver Ludvig Holbergs værker online på projektets hjemmeside. Projektet startede i 2009, og er delt mellem en dansk og en norsk redaktion. 

## Historie
Ludvig Holberg (1684–1754) er en hovedskikkelse i den skandinaviske oplysningstid. Hans store og alsidige forfatterskab står centralt i både dansk og norsk litteratur.
Sidste – og eneste – gang en samlet, tekstkritisk Holberg-udgave har set dagens lys, var i Carl S. Petersens store 18-bindsværk, Ludvig Holbergs Samlede Skrifter (København 1913-63). 
Meningen med projektet er, at hele Ludvig Holbergs forfatterskab bliver tilgængeligt på projektets hjemmeside. Den samlede udgave i digital form giver altså mulighed for, gennem links, hurtig navigation og en avanceret søgefunktion at gå op opdagelse i hele forfatterskabet.
Man kan søge på enkelte ord, fraser, begreber, temaer mv. i hele forfatterskabet eller blot enkelte tekster. Derudover linkes der mellem teksterne og de digitale faksimiler (billeder af førsteudgavens sider) og mellem tekst og kommentar. Der linkes også fra en kommentar i en tekst, til en kommentar i en anden tekst, ligesom der linkes eksternt til andre tekster som Ludvig Holberg citerer, parafraserer eller lignende.
Ludvig Holbergs Skrifters udgave er en tekstkritisk udgave, som er baseret på førsteudgaverne af Ludvig Holbergs værker. Til hver tekst vil der blive udarbejdet en introduktion og tilføjet forklarende kommentarer. Dette hjælper læseren til en bedre forståelse af teksterne, og samtidig sætter det Ludvig Holbergs tekster ind i en bred litteratur- og idehistorisk sammenhæng. De latinske skrifter er alle ledsaget af moderne danske oversættelser.

## Udgivelser

### Sagprosa og fiktion
Den norske redaktion tager sig af Ludvig Holbergs sagprosa – herunder de historiske værker og Ludvig Holbergs mange essays (Moralske Tanker og Epistler). Den danske redaktion har ansvaret for Ludvig Holbergs fiktionsværker, fx komedierne og Niels Klims underjordiske Rejse, og desuden Levnedsbrevene og Helte- og Heltindehistorierne.
Hovedparten af Ludvig Holbergs værker skal være offentliggjort i 2014 som markering af 200-året for Norges selvstændighed. Frem til 2015 vil resten af værkerne løbende lægges ud på projektets hjemmeside på internettet. Derudover er romanen om Niels Klims underjordiske Rejse blevet nyoversat til dansk, og oversættelsen er udgivet i bogform på Vandkunstens forlag i 2012

### Holbergordbogen
Holbergordbogen beskriver hele Ludvig Holbergs danske ordforråd. Den registrerer det enkelte ords betydninger, dets bøjningsformer samt de sammensætninger og faste forbindelser som ordet indgår i.
Arbejdet med Holbergordbogen begyndte kort efter Anden Verdenskrig. Første bind udkom i 1981, det sidste i 1988. I 2011 blev Holbergordbogen digitaliseret som led i Ludvig Holbergs Skrifter. 
I den første fase var ordbogen et dansk-norsk projekt i regi af den nystiftede Fond for Dansk-Norsk Samarbejde. Arbejdet fortsatte i ti år, men herefter kunne Fonden ikke længere finansiere ordbogsarbejdet, og i stedet bevilgedes penge fra flere sider i begge lande. Det viste sig imidlertid herefter vanskeligt at rekruttere norske medarbejdere, og den danske afdeling, der siden 1955 var lagt ind under Det Danske Sprog- og Litteraturselskab, førte arbejdet videre alene. 
Navne på personer og steder er medtaget i ordbogen, men i begrænset omfang, dvs. de navne der forekommer i fiktionsværkerne (fx personer fra Peder Paars, komedierne m.fl.) er registreret i ordbogen. 
Ordbogen dækker ordforrådet i alle Ludvig Holbergs danske tekster, som er trykt på forfatterens egen levetid. Derudover dækker den en række dokumenter, der er bevaret fra Ludvig Holbergs hånd, fx breve, officielle skrivelser, udtalelser i embedsanliggender, regnskaber m.m., og endelig nogle få bevarede manuskripter til Ludvig Holbergs værker.

## Tilhørsforhold
Ludvig Holbergs Skrifter er et dansk-norsk samarbejdsprojekt mellem Universitetet i Bergen og Det Danske Sprog- og Litteraturselskab. Det Danske Sprog- og Litteraturselskab udgiver danske sproglige og litterære værker, som ikke tidligere er udgivet, eller som ikke findes i tilfredsstillende udgaver. Projektet Ludvig Holbergs Skrifter er således en del af Det Danske Sprog- og Litteraturselskab.
Både den norske og den danske del finansieres ved en kombination af private og offentlige midler. Fra norsk side er finansieringen kommet i stand med bidrag fra Universitetet i Bergen, Meltzer-fonden, Sparebanken Vest og stiftelsen Fritt Ord. Den danske del af projektet er finansieret af Augustinus Fonden, Statens Kunstråds Litteraturudvalg og Kulturministeriet.